# کنسولگری

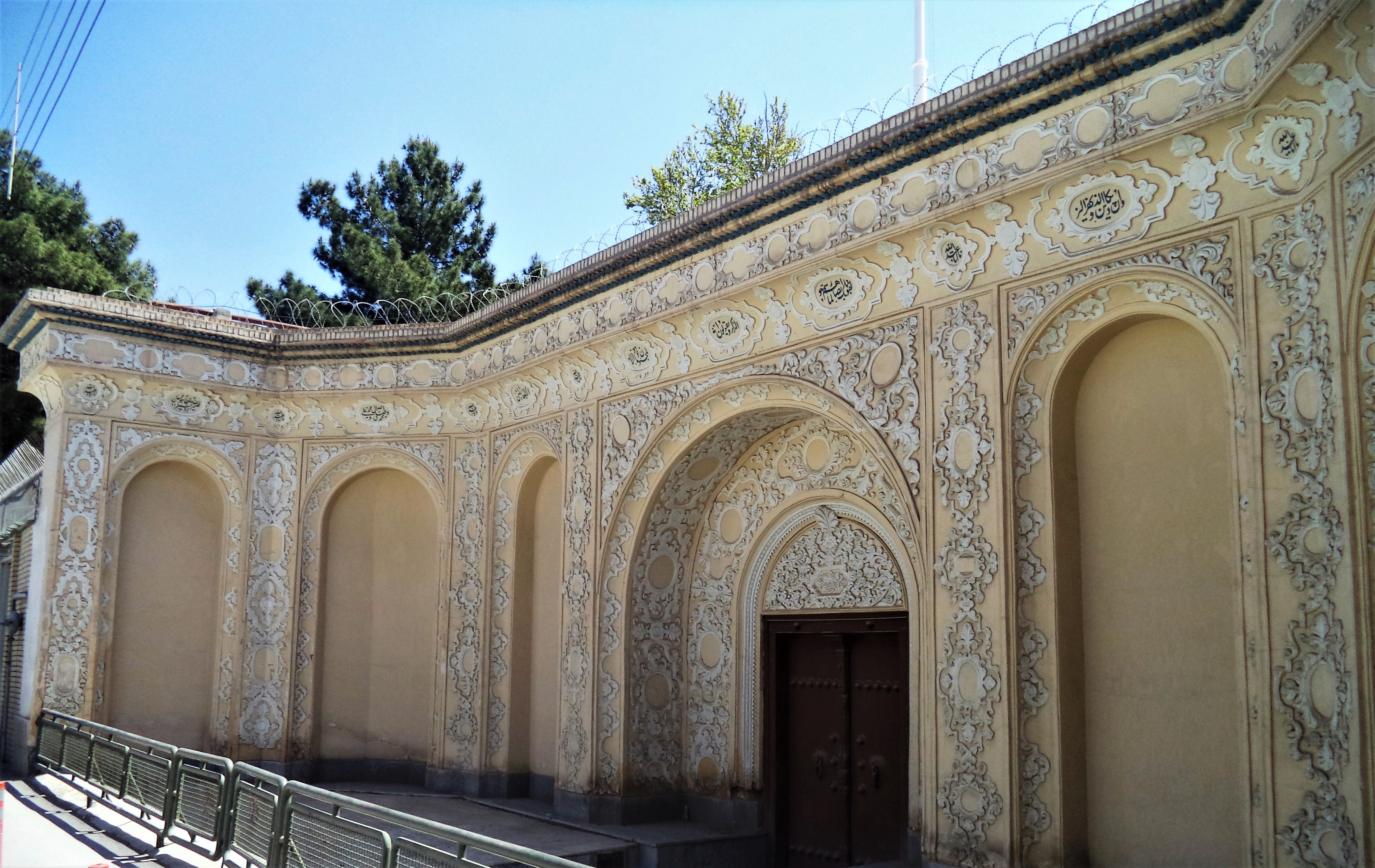
ساختمان کنسولگری روسیه در اصفهان.

کنسولگری (انگلیسی: Consulate)، دفتر نمایندگان دیپلماتیک یک کشور در کشور دیگری است. معمولاً دفتر اصلی را که اصولاً در پایتخت قرار دارد سفارت می‌نامند و دفاتر که در شهرهای دیگر قرار دارند کنسول‌گری نامیده می‌شوند. گاهی سطح پایین روابط، باعث می‌شود کشورها تنها، کنسولگری و نه سفارت داشته باشند. در کنسولگری معمولاً خدماتی که در سفارتخانه ارائه می‌شود وجود ندارد. به مدیر کنسولگری، کانسِل جنرال (به انگلیسی: Consul General) می‌گویند.

## ردهٔ جایگاهی
بالاترین مقامی که در کنسولگری کار می‌کند «سرکنسول» نامیده می‌شود. سرکنسول‌ها هم استوارنامه دارند. پس از سرکنسول از ردهٔ جایگاهی، به ترتیب کنسول، کنسول‌یار و نمایندگان کنسولی قرار دارند.

## تعیین کارمندان کنسولی
کشورها برای فرستادن مأموران کنسولی باید نام آن‌ها را به دولت میزبان بدهند. پس از موافقت دولت میزبان، مأموران کنسولی به محل مأموریت خود فرستاده می‌شوند.

## مصونیت دیپلماتیک
بر پایهٔ قوانین بین‌المللی، مأموران کنسولی حقوقی برابر دیپلمات، و کنسولگری‌ها حقوقی برابر سفارت دارند؛ یعنی همهٔ آن‌ها مصونیت دیپلماتیک و سیاسی دارند. اما اگر کشور میزبان کار مأموران کنسولی را مغایر با ماهیت مأموریت آن‌ها ارزیابی کند، می‌تواند از آن‌ها بخواهد فوراً کشور میزبان را ترک کنند.

## روابط دیپلماتیک
روابط دیپلماتیک و روابط کنسولی دو مقولهٔ جدا هستند؛ یعنی اگر روابط دیپلماتیک کشورها قطع شود روابط کنسولی خودبه‌خود قطع نمی‌شوند و دولت‌ها در زمان قطع رابطهٔ دیپلماتیک می‌توانند بر حفظ روابط کنسولی خود توافق کنند.

## خدمات

### اتباع داخلی
کنسولگری‌ها کار سیاسی انجام نمی‌دهند و بیشتر، به اتباع کشور خود در کشور میزبان، خدمات دولتی ارائه می‌دهد. صدور یا تمدید گذرنامه، تأیید اسناد کشور متبوع در کشور میزبان، صدور شناسنامه برای تازه متولدان، خدمات حقوقی، مانند پذیرش وکالت‌نامه و فرستادن آن به کشور مقصد، امور دانشجویی، و خدمات مورد نیاز بازرگانان، از جمله وظایف مأموران کنسولی است.

### اتباع خارجی
کنسولگری می‌تواند برای اتباع کشورهای خارجی، روادید صادر کند. برخی از مجوزهای تجاری یا راهنمایی‌های قانونی مورد نیاز بازرگانان یا گردشگران هم از خدمات بخش کنسولی هستند. در صورتی که کشور میزبان اجازه بدهد کنسولگری می‌تواند به کشور ثالث نیز خدمات کنسولی ارائه کند.

## تفاوت با سفارت
دفتر نمایندگان کنسولی اگر در پایتخت کشور میزبان باشد، به آن سفارت و در صورتی که در شهرهای دیگر غیر از پایتخت باشد، کنسولگری می‌گویند. سفارت دارای حوزهٔ مأموریت مشخص در محدودهٔ جغرافیای مشخصی است.
در کشورهایی که مهاجران یا مسافران زیادی وجود دارد که در شهرهای گوناگون کشور میزبان پراکنده هستند، کشورها موافقت دولت میزبان را برای گشایش سرکنسولگری در آن شهرها دریافت می‌کنند. اما لازم نیست که کشورها به همان تعداد سرکنسولگری که در کشور میزبان دارند به آن کشور اجازهٔ گشایش سرکنسولگری در کشور خود را بدهند. شمار سرکنسولگری‌ها به نیاز کشور مهمان و اجازهٔ کشور میزبان بستگی دارد.